# Della Dane
Della Dane (Portland, Oregón; 6 de junio de 1984) es una actriz pornográfica y modelo erótica estadounidense.

## Biografía
Della Dane, nombre artístico, nació en Portland (Oregón) en junio de 1984, si bien residió gran parte de su vida en la cercana localidad de Beaverton, la segunda ciudad más grande del estado, situada en el condado de Washington. Creció en una comunidad cristiana conservadora y fue educada en casa.
Antes de comenzar a trabajar en la industria del entretenimiento para adultos, Della acudió a la universidad donde se graduó en 2013 con una licenciatura en inglés y una maestría en terapia familiar y de pareja. Trabajó como terapeuta sexual tiempo más tarde, en Los Ángeles (California). Paralelamente, también desarrolló otros trabajos en restaurantes, ventas al por mayor y a minorista, administrativa, etc.
Fue en su etapa californiana cuando comenzó a buscar otros trabajos, llegando a ser modelo erótica y estríper en un club de Van Nuys, en el valle de San Fernando, donde conoció a algunas personas de la industria pornográfica, que le preguntaron si estaba interesada en entrar en la misma y probar suerte en algunos cástines.
Debutó como actriz pornográfica en noviembre de 2017, a los 33 años. Al igual que otras tantas actrices que comenzaron con más de treinta años en la industria, por su físico, edad y atributos fue etiquetada como una actriz MILF. Grabó primera escena con Nathan Bronson para el portal web Begnner's Luck, titulada Don't Fuck Up My Hair.
Como actriz ha trabajado para estudios como Evil Angel, Archangel, Mile High, Pornstar Platinum, Burning Angel, Aziani, Alpha Females, Manyvids, Blazed Studios, Clips4sale, Girlfriends Films o Lexington Steele Media Group, entre otros.
Ha rodado más de 70 películas.
Algunas películas suyas son Anal Deviant, Brad Knight's Blow 'N' Go Milfs, Big Black Cock FTW, I Have What It Takes, Interracial Playground, Mama's Cock Greedy 7 o My Ass 4.

## Premios y nominaciones
| Año  | Ceremonia       | Resultado | Premio                     | Trabajo |
| ---- | --------------- | --------- | -------------------------- | ------- |
| 2018 | Nightmoves      | Nominada  | Mejor nueva estrella       | —       |
| 2019 | Premios AVN     | Nominada  | Premio fan: Culo más épico | —       |
| 2019 | Premios Urban X | Nominada  | Orgasmic Oralist           | —       |
| 2019 | Premios Urban X | Nominada  | Rising Star: Female        | —       |